# ادوارد هانسلیک
ادوارد هانسلیک (انگلیسی: Eduard Hanslick؛ ۱۱ سپتامبر ۱۸۲۵ – ۶ اوت ۱۹۰۴) منتقد موسیقی یهودی اهل اتریش بود. 